# 強循
强循（?—?），字季先，唐朝官员，凤州（今陕西省凤县东北）人。
强循担任雍州司士参军时，华原县无泉，人畜多渴死，强循教人凿渠灌溉田地，有利一方，号称“强公渠”。唐玄宗诏书褒扬。于是以吏干知名。历任大理少卿、太子右庶子。唐玄宗让姜师度与户部侍郎强循摄御史中丞，与诸道按察使合议收海内盐铁。强循做事不为威严，遇人尽信不疑，官至大理卿。

## 延伸阅读
[在维基数据编辑]
 《舊唐書·卷185下》，出自刘昫《舊唐書》
 《新唐書·卷100》，出自《新唐書》